# Borland
A Borland Software Corporation foi uma empresa de software com sede em Austin, Texas, Estados Unidos. Foi fundada em 1983 por Niels Jensen, Ole Henriksen, Mogens Glad e Philippe Kahn.
Em fevereiro de 2006, a Borland anunciou planos de separar o mercado de IDE, conhecido como Grupo de Ferramentas para Desenvolvedores, de modo a permitir que a empresa mantivesse foco exclusivo no mercado corporativo e na evolução de seu mercado de Gerenciamento do Ciclo de Vida da Aplicação (ALM). Como parte deste plano, a Borland adquiriu a Segue Software Inc. (NASDAQ CM: SEGU), uma fornecedora de ferramentas para qualidade e testes de software.
Em novembro de 2006, a empresa anunciou a decisão de separar o Grupo de Ferramentas de Desenvolvedores em uma subsidiária independente, chamada CodeGear.
No dia 7 de maio de 2008, a empresa anunciou a venda de sua subsidiária CodeGear à Embarcadero Technologies por $23 milhões de dólares.